# Junko Yagami
Junko Yagami (八神 純子, Yagami Junko, née le 5 janvier 1958 ()), est une chanteuse et auteure-compositrice japonaise venant de la préfecture d'Aichi. Elle a sorti 25 albums, dont 6 albums live, et est une figure notable de la musique japonaise des années 1970 et 1980,.

## Jeunesse et carrière
Junko Yagami est née en 1958 à Nagoya, au Japon. Son père, Ryozo Yagami, est le fondateur et quatrième président de Yagami Mfg. Co. Ltd. Elle apprend le piano dès l'âge de trois ans et la danse japonaise dès sa première année à l'école élémentaire. Junko indique : « J'adore chanter depuis que je suis toute petite, des chansons des The Peanuts (ザ・ピーナッツ?) et de Shirley Bassey à la maison ».
À 16 ans, elle participe au 8e Yamaha Popular Song Contest avec la chanson Alone on a Rainy Day (雨の日のひとりごと), qui sort le 10 décembre 1974 en single par Canyon Records / AARD-VARK. The Time of Happiness (幸せの時), une autre de ses chansons, a été publiée en single le 10 février 1975. Son single de 1978, みずいろの雨 (Mizuiro no ame) fut un grand succès. Elle a participé au 31e Kōhaku Uta Gassen. Tout au long des années 80, elle a continué à sortir de nombreux albums populaires tels que COMMUNICATION en 1985,.  En 1986, Junko Yagami épouse le chanteur JJ Stanley et prend son nom, devenant Junko Stanley. Elle travaillera également sous le nom de June Stanley. 

## Carrière ultérieure
Elle a sorti son 19e album There you are en 2016 et, en 2019, a organisé une tournée de concerts intitulée Live キミの街へ～Here We Go! au Japon,,.

## Discographie

### Albums Studio
| Année | Nom de l'album              | Label          |
| ----- | --------------------------- | -------------- |
| 1978  | 思い出は美しすぎて          | Discomate      |
| 1979  | 素顔の私                    | Discomate      |
| 1980  | Mr. メトロポリス            | Discomate      |
| 1982  | 夢見る頃を過ぎても          | Discomate      |
| 1983  | Lonely Girl                 | Discomate      |
| 1983  | I Wanna Make A Hit Wit-Choo | Discomate      |
| 1983  | Full Moon                   | Discomate      |
| 1985  | Communication               | Moon Records   |
| 1985  | 純                          | Moon Records   |
| 1986  | Yagamania                   | Moon Records   |
| 1987  | Truth Hurts                 | NEC Avenue     |
| 1989  | Love is Gold                | NEC Avenue     |
| 1990  | My Invitation               | NEC Avenue     |
| 1991  | State of Amber              | NEC Avenue     |
| 1993  | Mellow Cafe                 | NEC Avenue     |
| 1994  | Renaissance                 | NEC Avenue     |
| 1997  | So Amazing                  | Id Net Inc.    |
| 2013  | Here I Am 〜Head To Toe〜   | GT Music       |
| 2016  | There You Are               | Listen J Label |

### Albums live
| Année | Nom de l'album            | Étiquette      | Remarques                                                           |
| ----- | ------------------------- | -------------- | ------------------------------------------------------------------- |
| 1984  | Junko The Live            | Discomate      |                                                                     |
| 2014  | The Night Flight          | GT Music       | Avec Tsugutoshi Goto, Masaki Matsubara, Jun Sato & Syuichi Murakami |
| 2016  | The Night Flight 2        | Listen J Label |                                                                     |
| 2017  | Premium Symphonic Concert | Listen J Label |                                                                     |
| 2017  | The Night Flight 3        | Listen J Label |                                                                     |
| 2018  | This Is The ヤガ祭り      | GT Music       |                                                                     |

### Cover
| Année | Nom de l'album                   | Label        |
| ----- | -------------------------------- | ------------ |
| 1992  | Christmas at Junko's             | Bandai Music |
| 1996  | Inside Myself                    | Id Net Inc.  |
| 2012  | Vreath 〜My Favorite Cocky Pop〜 | GT Music     |

### Bandes-son
| Année | Nom de l'album                     | Label    | Notes                                                  |
| ----- | ---------------------------------- | -------- | ------------------------------------------------------ |
| 1983  | Yamato Final - Synthesizer Fantasy | Columbia | Avec Jun Fukamachi, Hiroshi Miyagawa et Kentarō Haneda |

### Compilations
| Année | Nom de l'album                                   | Label                       |
| ----- | ------------------------------------------------ | --------------------------- |
| 1980  | Junko the Best                                   | Discomate                   |
| 1982  | Summer In Summer                                 | Discomate                   |
| 1984  | 軌跡I                                            | Discomate                   |
| 1984  | 軌跡II                                           | Discomate                   |
| 1984  | Best 15                                          | Discomate                   |
| 1987  | Chapter II Best Selection                        | Moon Records                |
| 1990  | ベスト・オブ・ミー                               | NEC Avenue                  |
| 1996  | The Best Selection                               | Continental                 |
| 2006  | ポプコン・マイ・リコメンド 八神純子 ポップヒッツ | King Records                |
| 2009  | 1974~1986 Singles Plus                           | Victor                      |
| 2013  | 2CD Best 1978-1983                               | Yamaha Music Communications |